# Franz Krüger
Franz Krüger, né le 10 septembre 1797 à Großbadegast, près de Köthen, et mort le 21 janvier 1857 à Berlin, est un peintre prussien. Il s'est surtout spécialisé dans les peintures de chevaux, et les scènes militaires, ainsi que dans les portraits de la haute société berlinoise. Il a eu notamment Carl Steffeck pour élève.

## Biographie
Krüger est le fils d’un fonctionnaire de l'Anhalt-Köthen. C’est grâce à l’ornithologue Johann Friedrich Naumann, de Ziebigk, un village voisin du sien, qu’il entre en contact avec la peinture animalière. Pendant ses études, il fait la connaissance du peintre de paysage Carl Wilhelm Kolbe. Krüger étudie de 1812 à 1813 à l’Académie des arts de Berlin et se forme ensuite en autodidacte en dessinant d’après nature, particulièrement les chevaux des écuries royales prussiennes. Ses peintures militaires et ses peintures de chasse sont exposées à l’Académie de Berlin pour la première fois en 1818.
Ses portraits du prince Auguste de Prusse (un fils d’Auguste-Ferdinand de Prusse) et du comte August Neidhardt von Gneisenau établissent sa réputation de portraitiste. Il peint ensuite des portraits d’une série d’autres membres de la famille royale. En 1825, il est nommé professeur royal et membre titulaire de l’Académie. Il épouse la même année l’artiste Johanna Eunicke.
Krüger fait de nombreux voyages dans les décennies suivantes : en 1836, 1845, 1847 et 1850-51 à la cour du tsar à Saint-Pétersbourg, en 1839-1840 à la cour de Hanovre et en 1854 à Schwerin. Il rencontre aussi Eugène Delacroix en 1846 lors d’un séjour de deux semaines à Paris. Pendant la révolution de mars 1848, il retourne à Dessau. En 1855 il participe à l’exposition universelle de Paris.
Son épouse décède en 1856 et lui-même meurt un an plus tard des suites d’un zona. Krüger est inhumé au cimetière de Dorotheenstadt de Berlin.

## Œuvre

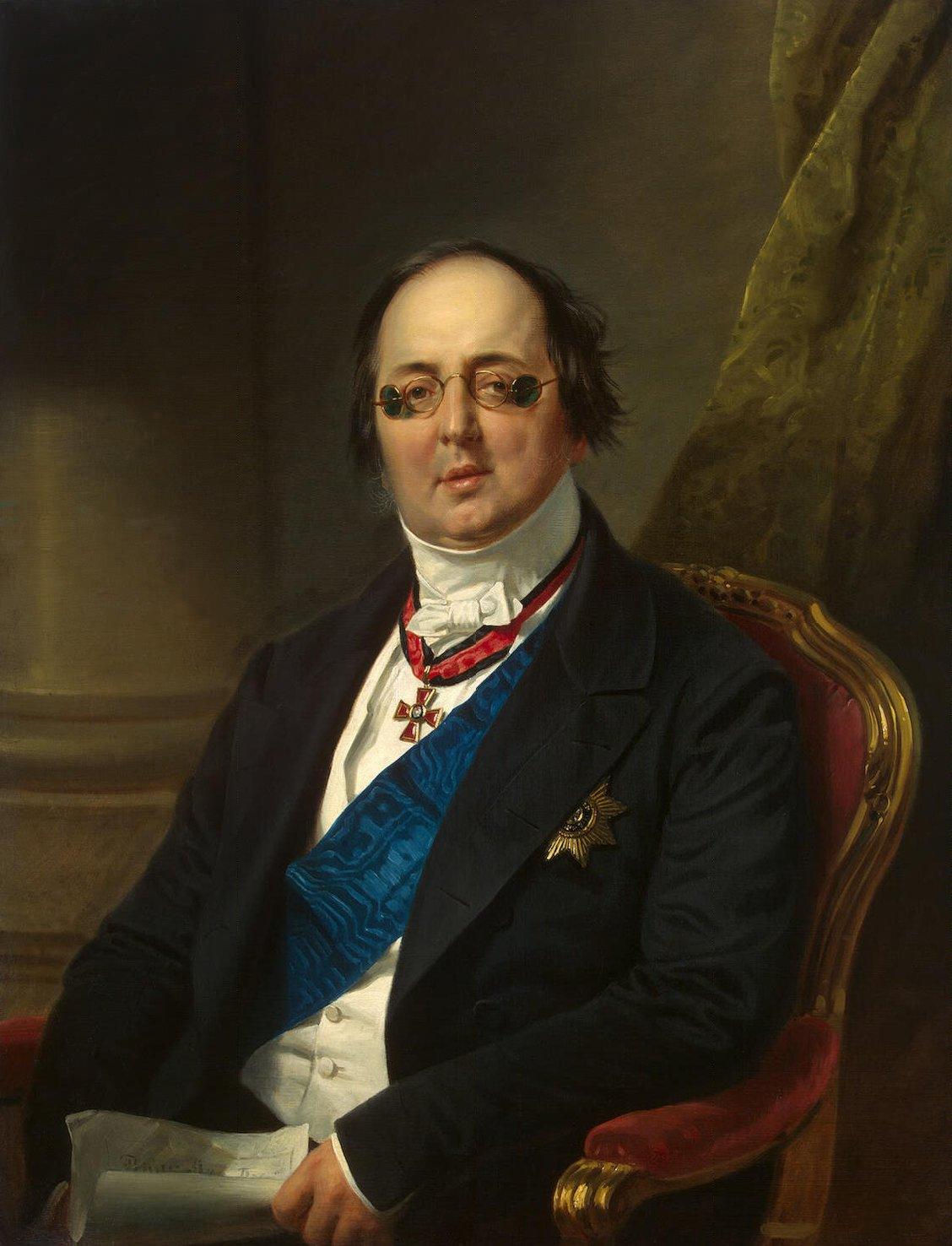
Portrait du comte Alexandre Kuschelew-Besborodko, 1851, musée de l'Ermitage.
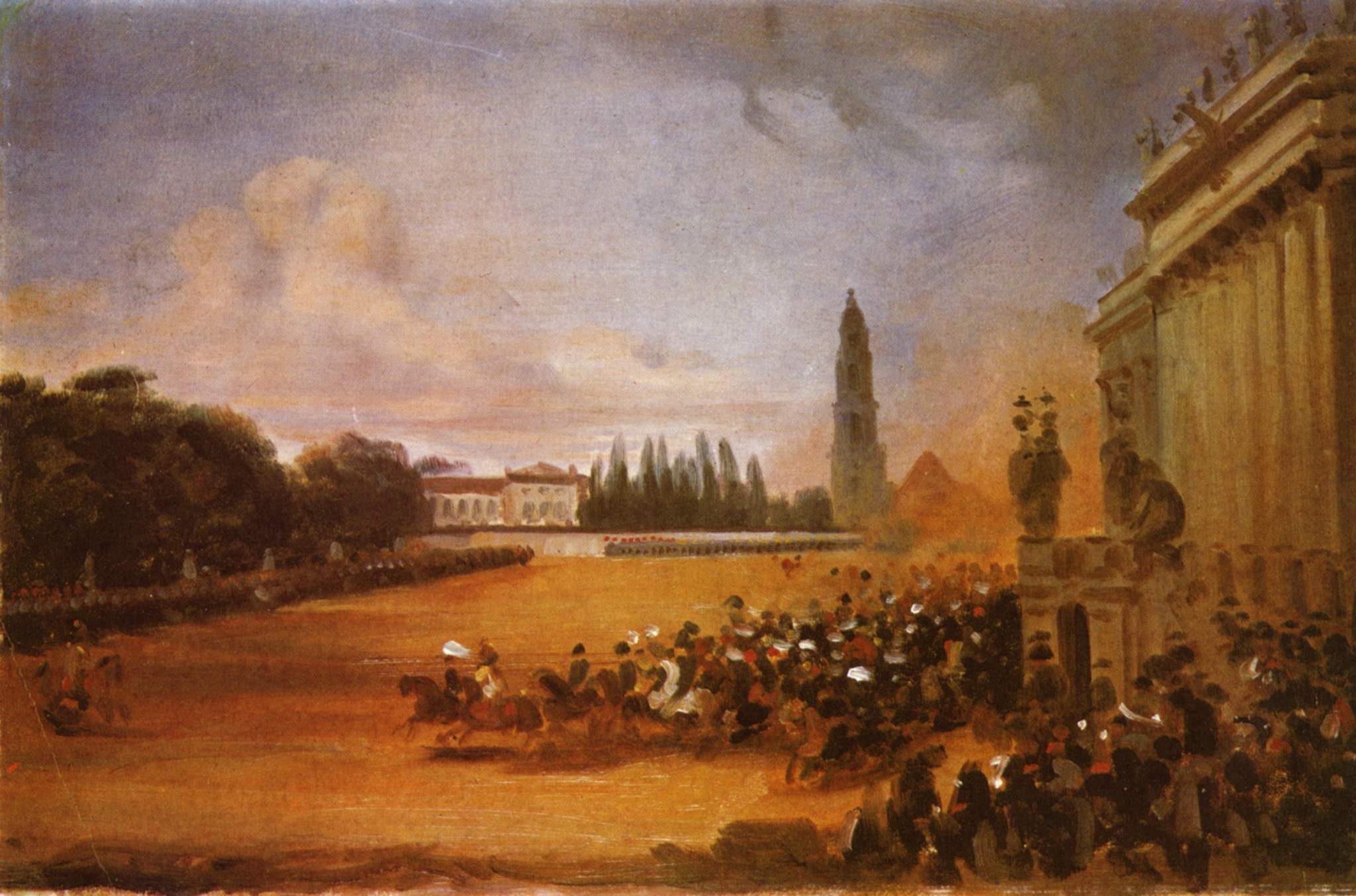
Parade à Potsdam, vers 1830.
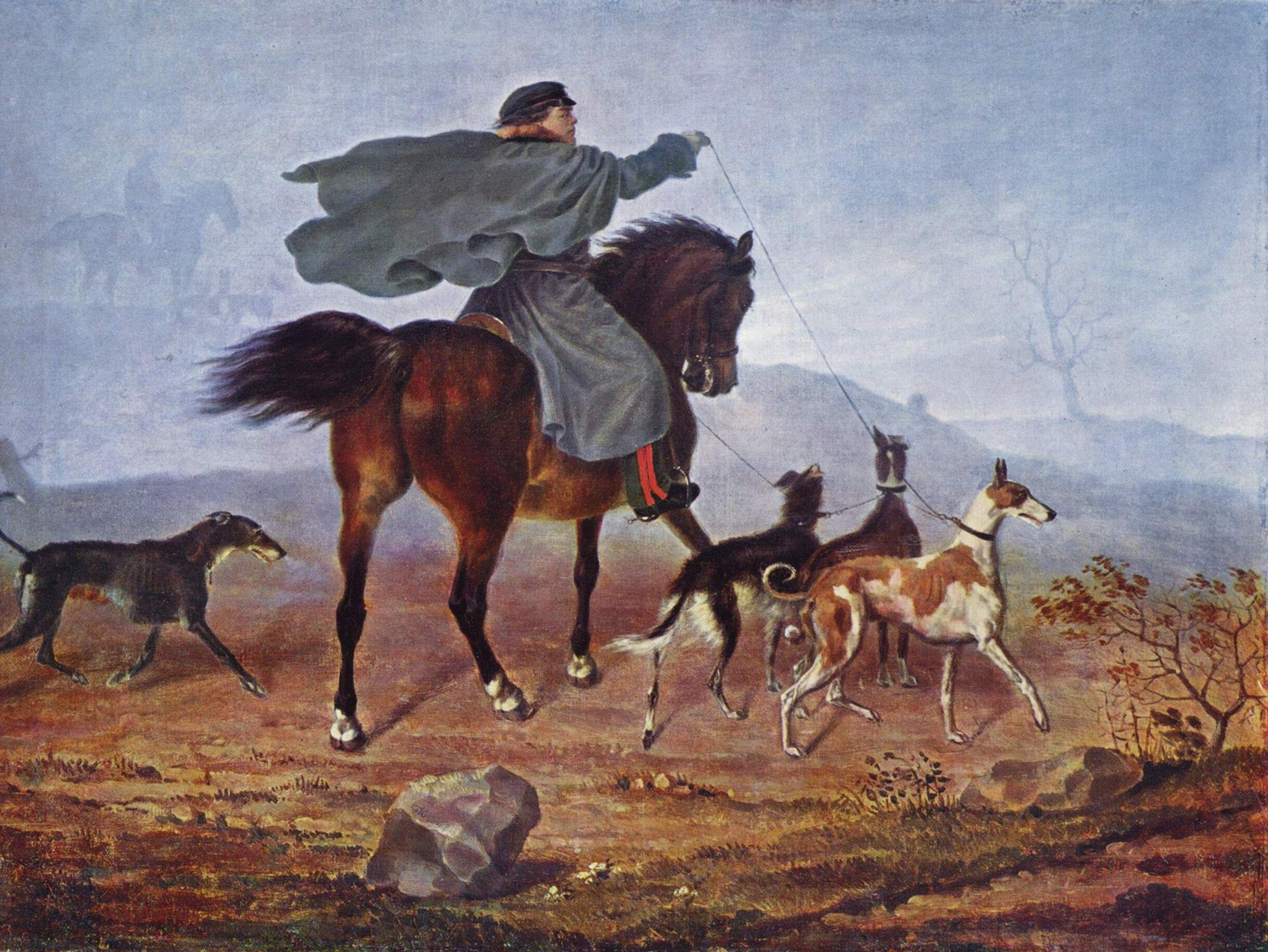
Huile sur toile, 1819.